# Stenopogon peregrinus
Stenopogon peregrinus là một loài ruồi trong họ Asilidae. Stenopogon peregrinus được Séguy miêu tả năm 1932. Loài này phân bố ở vùng Cổ Bắc giới và châu Á.